# Faux-Vésigneul
Faux-Vésigneul ist eine französische Gemeinde mit 239 Einwohnern (Stand: 1. Januar 2022) im Département Marne in der Region Grand Est (vor 2016 Champagne-Ardenne). Sie gehört zum Arrondissement Châlons-en-Champagne und zum Kanton Châlons-en-Champagne-3. 

## Geographie
Faux-Vésigneul liegt etwa 19 Kilometer südsüdöstlich von Châlons-en-Champagne an der Coole, einem Nebenfluss der Marne. Nachbargemeinden sind Coupetz im Norden und Nordwesten, Vitry-la-Ville im Nordosten, Cheppes-la-Prairie im Osten und Nordosten, Songy im Osten, Pringy im Südosten, Coole im Süden, Soudé im Südwesten sowie Dommartin-Lettrée im Westen.

## Geschichte
1967 wurden Faux-sur-Coole und Vésigneul-sur-Coole zur Gemeinde Faux-Vésigneul zusammengeschlossen. 1970 wurde Fontaine-sur-Coole eingemeindet.

## Bevölkerungsentwicklung
| Jahr                       | 1962 | 1968 | 1975 | 1982 | 1990 | 1999 | 2006 | 2011 | 2018 |
| -------------------------- | ---- | ---- | ---- | ---- | ---- | ---- | ---- | ---- | ---- |
| Einwohner                  | 78   | 159  | 214  | 238  | 240  | 232  | 233  | 240  | 242  |
| Quellen: Cassini und INSEE |      |      |      |      |      |      |      |      |      |

## Sehenswürdigkeiten
- Kirche Nativité-de-la-Vierge in Faux-sur-Coole, 11./12. Jahrhundert, Monument historique seit 1934
- Kirche Assomption-de-la-Vierge in Vésigneul-sur-Coole

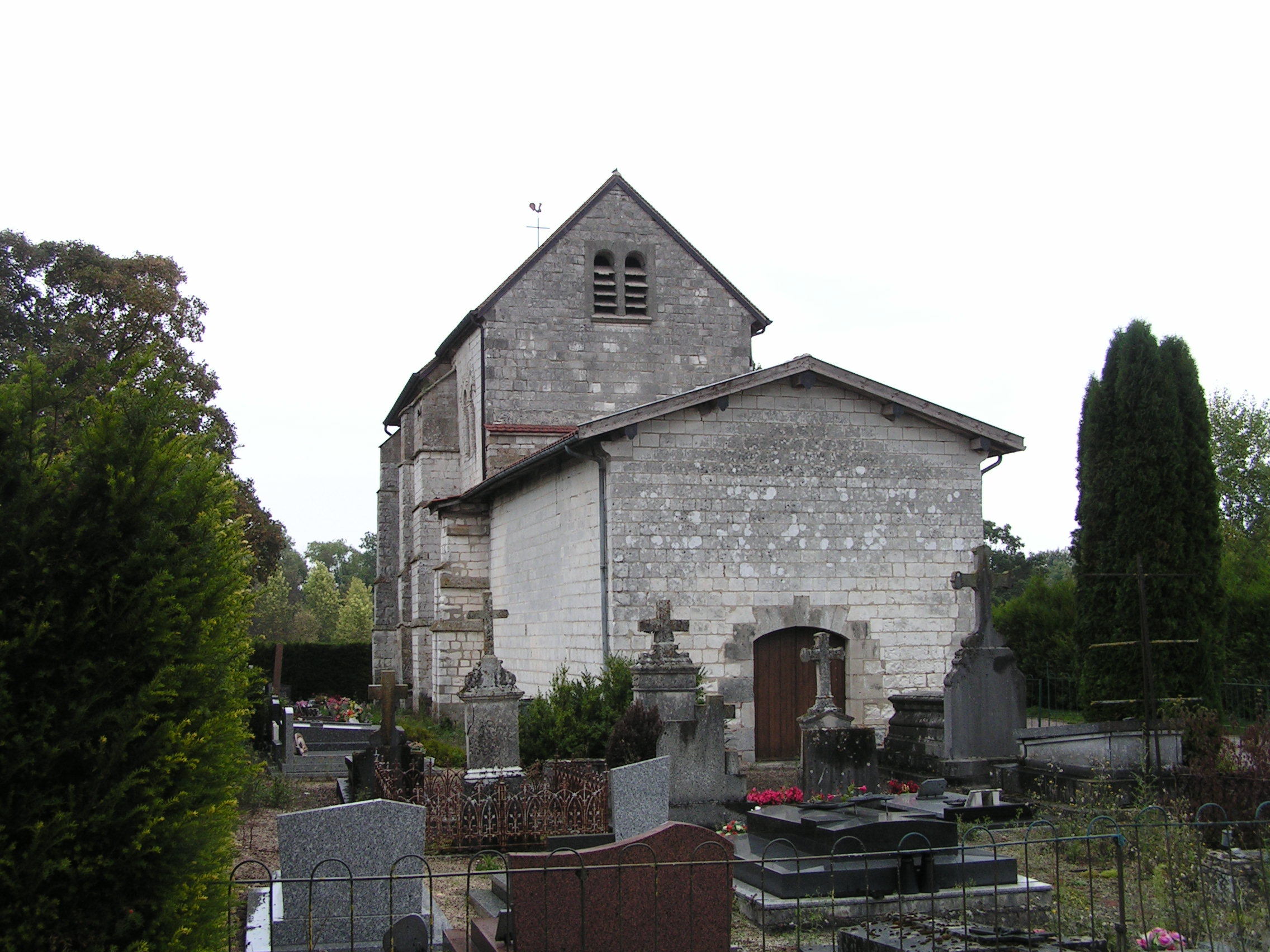
Kirche Nativité-de-la-Vierge